# Cetatea București
Cetatea București (Sistemul de fortificații al Bucureștilor) a fost o lucrare de fortificații permanente construită între 1884-1900, având ca scop realizarea unei linii defensive puternice pentru apărarea capitalei României, orașul București, în cazul unei agresiuni externe.

## Construcție
În anul 1882 guvernul României a adoptat Planul de amenajare genistică a țării elaborat de Statul Major General, care prevedea delimitarea a 5 regiuni în care urmau să fie executate lucrări complexe de amenajare genistică. Planul prevedea ca lucrările să fie realizate in mai multe etape: mai întâi „Cetatea București”, apoi un „cap de pod” pe Siret în zona Mărășești și un „cap de pod” la Cernavodă, urmate de fronturile și bateriile din zonele Galați și Constanța. Pe baza acestui plan au fost realizate și lucrările genistice ale Cetății București.
Cetatea București consta dintr-un sistem de 17 forturi dispuse circular, la o distanță de circa 20 de kilometri de centrul orașului București. Forturile erau prevăzute cu baterii de artilerie de cetate. Un număr de 18 baterii intermediare, împărțite în 3 sectoare, erau dispuse între forturi.:pp 60-61